# 台湾吊钟花
台湾吊钟花（学名：Enkianthus taiwanianus）为杜鹃花科吊钟花属下的一个种。产台湾。生于海拔1 100-1 600米的栎林林缘。模式标本采自桃园。

## 扩展阅读
- 維基物種上的相關：台湾吊钟花